# Rednitz
La Rednitz est une rivière de Bavière, en Allemagne, et un affluent de la Regnitz, donc un sous-affluent du Rhin par le Main.

## Géographie
Elle naît de la confluence de la Rezat franconienne (Fränkische Rezat) et de la Rezat souabe (Schwäbische Rezat), à Georgensgmünd (arrondissement de Roth). Elle coule ensuite vers le nord en passant par Roth, Schwabach et les quartiers sud-ouest de Nuremberg. À Fürth, la Rednitz se jette dans la Pegnitz pour former la Regnitz.
En 793, Charlemagne avait voulu réunir la Rednitz (en latin Radanlia) à l'Altmühl, affluent du Danube, afin de faire ainsi communiquer le Rhin et le Danube. Ce projet a été exécuté au XIXe siècle.